# Lesma marinha

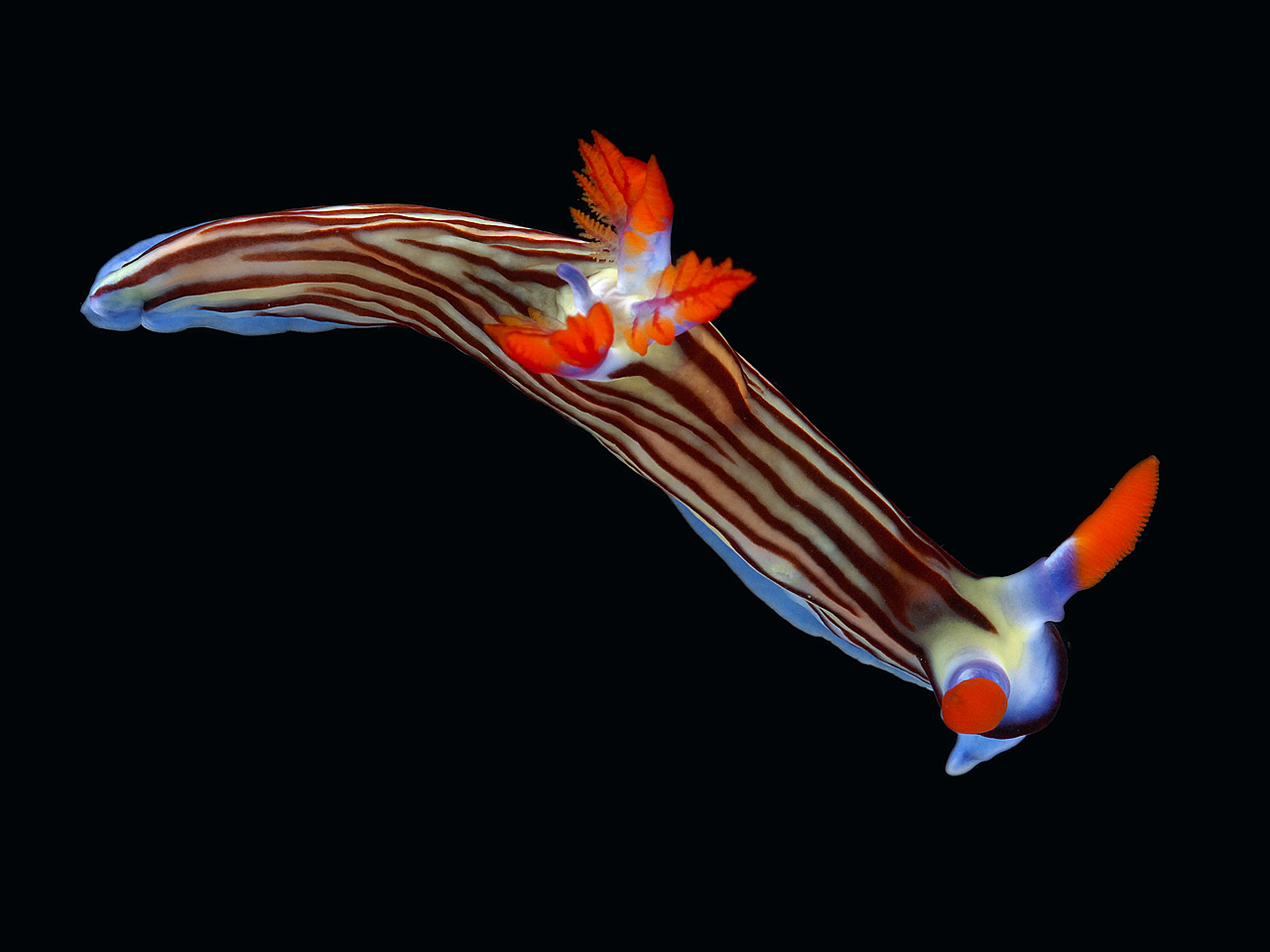
O nudibrânquio Nembrotha aurea, um gastrópode.

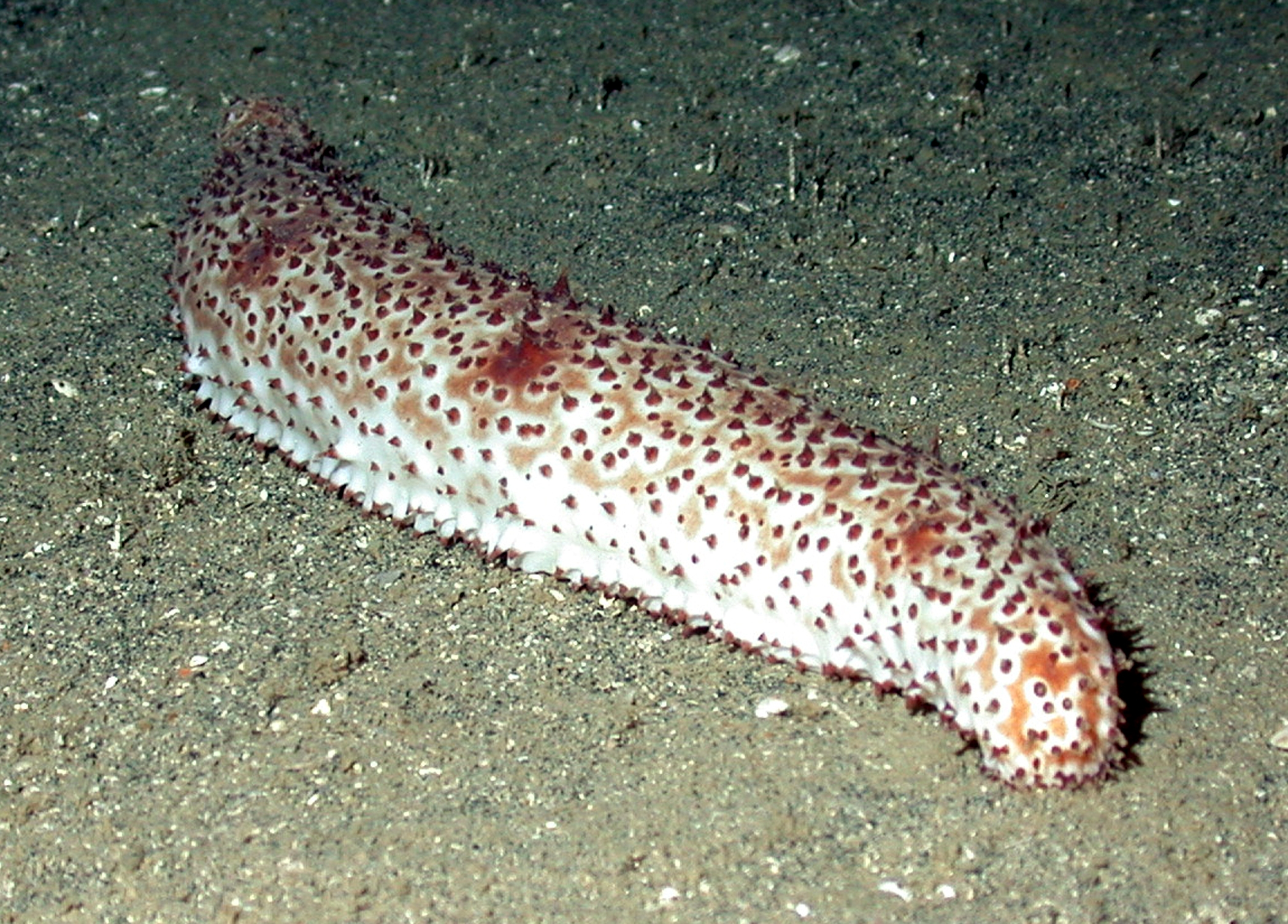
Um pepino do mar também se assemelha a uma lesma, mas não é um gastrópode.

Lesma-marinha, ou lesma-do-mar, é o nome comum dado a um conjunto alargado de invertebrados marinhos que apresentam uma morfologia externa que os torna semelhantes às lesmas terrestres. A maioria das espécies assim designadas são gastrópodes nudibrânquios, aparentados com os búzios, que durante o seu percurso evolucionário perderam as suas conchas ou as tiveram reduzidas a pequenas conchas internas. A designação não tem valor taxonómico pois é também aplicada a um largo conjunto parafilético de organismos que inclui outros gastrópodes marinhos desprovidos de concha externa e mesmo organismos pertencentes a outros filos (como alguns pepinos-do-mar do filo Echinodermata).